# Gestus
Gestus é um termo elaborado pelo dramaturgo e encenador alemão Bertolt Brecht (1898-1956) para discriminar a qualidade da representação de determinadas expressões humanas no palco, não é apenas a simples gestualidade, mas a possibilidade de criar atitudes genéricas que os gestos podem demonstrar (Thomson, 1994, pg.72). Forma latina para designar gesto, na perspectiva brechtiana torna-se um conceito relacionado ao termo "gesto social", do mesmo autor, que abarca o tom de voz, toda a gestualidade, as atitudes, a vestimenta, enfim toda a caracterização da personagem pelo ator, objetivando uma leitura totalizadora da personagem.

## Exemplos práticos
Para desenvolver sua perspectiva de interpretação do ator, Brecht se referia muito ao trabalho de Charlie Chaplin no cinema, principalmente em seu filme a Corrida do Ouro (1925), que Brecht assistirá em 1926.  A personagem Carlitos é um dos exemplos de ator brechtiano para Brecht. 
Outro exemplo do diretor e dramaturgo pode ser visto na sua personagem Galileu Galilei, da peça do mesmo nome (1938, primeira versão). Em seu gestus o ator de Galileu deve mostrar a fusão do apetite intelectual com o prazer pela comida. Galileu pensa melhor quando toma seu café da manhã. A primeira fala de Galileu nesta peça de Brecht, ao seu aluno estudante de física Andrea Sarti, é ponha o leite e o pão na mesa mas não feche nenhum livro. Ou ainda, como está no texto, ele (Galileu) nunca dirá não a uma boa ideia ou a um copo de bom vinho (pg. 80) e também quando Galileu afirma eu desprezo as pessoas que são incapazes de sentir o seu estômago (p.26). 
Este sentimento será mostrado sempre pela personagem em sua relação com a comida, guardando comida em seus bolsos, olhando de forma apetitosa e sensual, etc... formando o gestus de sua relação do apetite de conhecimento com o prazer pela comida,  evitando retratar a personagem Galileu apenas como um intelectual (Thomson, 1994, pg.148-9). Esta discussão entre a comida e a moral, cria uma atitude genérica e fornece muitas possíveis explicações sobre a atitude de Galileu e a negação de suas descobertas científicas frente à Inquisição. O Gestus deve revelar um determinado aspecto da personagem, é uma dimensão física e não psicológica ou metafísica.